# Enoch Arden (film, 1908)
Pour les articles homonymes, voir After Many Years et Enoch Arden (homonymie).
Pour plus de détails, voir Fiche technique et Distribution.
Enoch Arden (After Many Years) est un film muet américain réalisé par D. W. Griffith, sorti en 1908.

## Synopsis
Un homme retrouve sa femme après avoir survécu à un naufrage.

## Fiche technique
- Titre : Enoch Arden
- Titre original : After Many Years
- Autre titre français : Après de nombreuses années
- Réalisation : D. W. Griffith
- Scénario : Frank E. Woods, d'après le poème Enoch Arden d'Alfred Tennyson
- Société de production et de distribution : American Mutoscope and Biograph Company[1]
- Photographie : G. W. Bitzer et Arthur Marvin
- Pays :  États-Unis
- Format[2] : Noir et blanc - Muet - 1,33:1 - 35 mm[3],[4]
- Longueur de pellicule : 1033 pieds (315 mètres[3])
- Durée : 17 minutes (à 16 images par seconde)[2]
- Genre : Drame[4]
- Date de sortie : 3 novembre 1908

## Distribution
Les noms des personnages proviennent de l'Internet Movie Database.
- Arthur V. Johnson : un membre de l'équipe de secoureurs
- Gladys Egan : la fille des Davis
- Charles Inslee : John Davis
- Florence Lawrence : Mme John Davis
- Herbert Prior
- Linda Arvidson
- Edward Dillon
- Harry Solter : Tom Foster[4],[5]
- George Gebhardt : un marin[5]
- Mack Sennett : un marin / un membre de l'équipe de secoureurs[5]

## Autour du film
Les scènes du film ont été tournées le 22 septembre et les 8 et 10 octobre 1908 à Sea Bright et Atlantic Highlands, dans le New Jersey.
Une copie du film est conservée à la Bibliothèque du Congrès.